# کیت گورمن
کیت گورمن (انگلیسی: Keith Gorman؛ زادهٔ ۱۳ اکتبر ۱۹۶۶) بازیکن فوتبال اهل بریتانیا است.
از باشگاه‌هایی که در آن بازی کرده‌است می‌توان به باشگاه فوتبال ایپسویچ تاون، باشگاه فوتبال دارلینگتون، و باشگاه فوتبال کولچستر یونایتد اشاره کرد.